# Коростышевская, Оксана Витальевна
Оксана Витальевна Коростышевская (род. 19 марта 1973, Минск, Белорусская ССР, СССР) — российская актриса театра и кино.

## Биография
Оксана Коростышевская родилась в семье солистки белорусского оперного театра Надежды Покитченко и преподавателя вокала Виталия Покитченко. В Минске училась в общеобразовательной школе № 12. Занималась в студии спортивных танцев, театральной студии и позже в студии театра Пантомимы. Окончила хоровое отделение в музыкальной школе. В 1993 году переехала в Москву и начала работать тренером по движению и пластике в модельном агентстве «Марго». В 1994 году самостоятельно поступила во ВГИК на актёрский факультет в мастерскую Е. А. Киндинова и А. В. Баталова.

## Личная жизнь
Муж актрисы — режиссёр Максим Коростышевский. У пары есть три дочери: Маруся, Василиса и Мария.

## Общественная деятельность
Оксана Коростышевская активно помогает фонду WWF. Занимается привлечением средств для развития фонда, участвует в рекламных кампаниях и различных акциях.
Лично участвует в помощи воспитанникам детских домов и приютов Москвы и Ярославской области.

## Творчество

### Роли в театре

#### Московский драматический театр им. К. С. Станиславского
- «Мастер и Маргарита» М. А. Булгаков — Маргарита

#### Независимый театральный проект
- 2004 — «Боинг-Боинг»[1] по пьесе Марка Камолетти — французская стюардесса

#### Театр Антона Чехова
- «Ужин с дураком» Ф. Вебер — Кристина

#### Театр В. Маяковского
- «Мой век» М. Лоране — Жастин

Играла на сцене нескольких московских театров:   Антреприза — пластико-хореографическая постановка спектакль «Дорога» — роль Джельсомина. Антреприза — спектакль «Арлекино» — роль Клариче.

#### Другие театры
- пластико-хореографическая постановка «Дорога» — Джельсомина
- «Арлекино» К. Гольдони — Клариче

### Кино
Дебютировала в кино в роли журналистки Джекки в фильме Эльдара Рязанова «Тихие омуты», где её партнерами на площадке выступили Александр Абдулов, Любовь Полищук, Ольга Волкова, Геннадий Хазанов, Андрей Макаревич. Приз «За лучший дебют».
Затем были картины «Игра в модерн» (2003) с Егором Бероевым, Евгением Мироновым, Галиной Тюниной и Михаилом Казаковым и «Вход через окно» (2002) с Амалией Мордвиновой и Ольгой Кабо.
За роль Ульяны Тулиной в фильме «Дура» (2005) — совместной работе с мужем, режиссёром Максимом Коростышевским, актриса получила приз «За лучшую женскую роль» на фестивале «Амурская осень» в Благовещенске 2004 г. и специальный приз президента фестиваля.
Затем была израильская картина «Полурусская история» (реж. Э. Аннер) — участник конкурсной программы ММКФ 2006 года.
Летом 2012 года на экраны вышла картина «Солдаты удачи», ещё один совместный проект Оксаны с мужем-режиссёром. Эта совместно российско-американская (MGM) картина помимо Оксаны Коростышевской собрала на площадке таких звёзд Голливуда как Кристиан Слейтер, Винг Рэймс, Джеймс Кромвелл, Доминик Монаган, Шон Бин, Колм Мини и другие.

#### Роли в кино
1. Тихие омуты, реж. Эльдар Рязанов — Джекки
2. Игра в модерн, реж. М. Коростышевский, И. Ефимов — Мария Висновская
3. Вход через окно, реж. Г. Бежанов — Венера
4. Дура, реж. М. Коростышевский — Ульяна Тулина
5. Полурусская история, (Sipur Hatzi-Russi, Израиль) реж. Э. Аннер — Лена
6. Солдаты удачи, реж. М. Коростышевский — Сисилия
7. Беловодье. Тайна затерянной страны, реж. Е. Бедарев — Стефания

### Реклама
Снималась для рекламных кампаний ювелирного дома Carera-Carera и автомобильного концерна Toyota.

### Критика
А. Машковой из газеты «Культура» дебют Коростышевской в фильме «Тихие омуты» напомнил о «премьершах» предыдущих рязановских фильмов.
А. Харченко из газеты «Коммерсант» отметила плохую игру Коростышевской в фильме «Игра в модерн», особенно по сравнению со снимавшимися в том же фильме Г. Тюниной, О. Волковой и М. Козаковым.
А. Федина из газеты «Известия» высоко оценила игру Коростышевской в фильме «Дура». Критик Л. Маслова в рецензии на фильм «Дура» не обнаружила у Коростышевской ни природных задатков актрисы, ни обаяния. Критик Е. Барабаш противопоставила роль Коростышевской в «Тихих омутах», где её вела опытная рука Рязанова, и роль в «Дуре», где актриса выглядит «неуместно, фальшиво и грубо».